# Districtul Ain Fakroun
Aïn Fakroun este un district din provincia Oum El Bouaghi, Algeria.